# Katholische Pfarrkirche Bad Hall

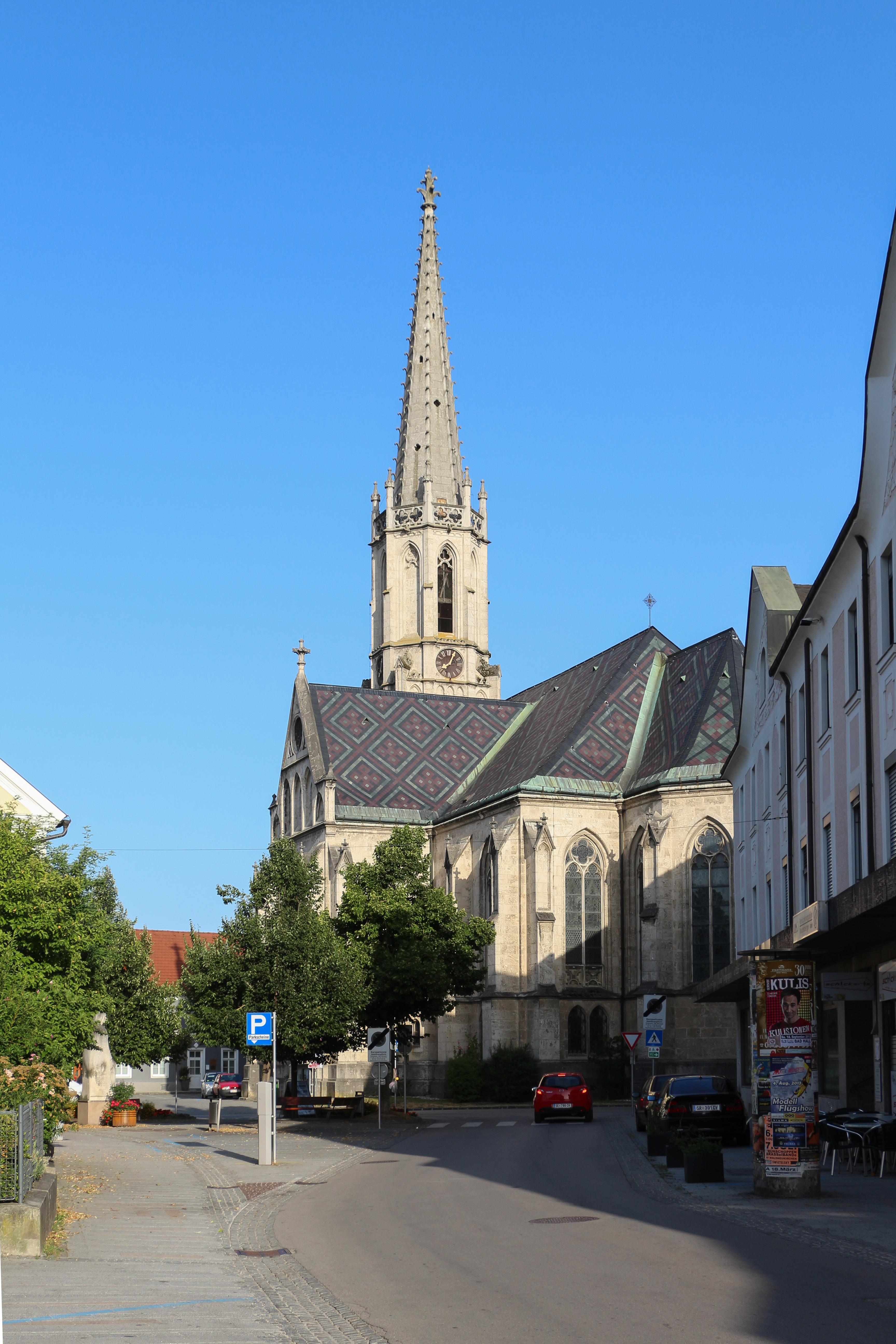
Die katholische Pfarrkirche hl. Erlöser in Bad Hall.

Die katholische Pfarrkirche Bad Hall steht im Ort Bad Hall in der Stadtgemeinde Bad Hall im Bezirk Steyr-Land in Oberösterreich. Die auf den Heiligen Erlöser geweihte römisch-katholische Pfarrkirche – dem Stift Kremsmünster inkorporiert – gehört zum Dekanat Kremsmünster in der Diözese Linz. Die Kirche steht unter Denkmalschutz (Listeneintrag).
Die neugotische Hallenkirche wurde von 1869 bis 1888 nach Plänen des Dombaumeisters Otto Schirmer erbaut. Ihr Querschiff liegt in der Mitte des Langhauses. Der Chor ist eingezogen.
Anstelle eines Kreuzes ziert die Turmspitze eine steinerne Krone.